# ジェームズ・マディオ
ジェームズ・マディオ（James Madio、 1975年11月22日 - ）は、アメリカ合衆国ニューヨーク市ブロンクス出身の俳優。

## 主な出演作品

### 映画
- フック Hook (1991)
- The Godson (1992)
- Mac (1992)
- 靴をなくした天使 Hero（1992）
- Every Good Boy (1994)
- バスケットボール・ダイアリーズ The Basketball Diaries (1995)
- If Tomorrow Comes (2000)
- Searching for Bobby D (2005)
- ジャージー・ボーイズ Jersey Boys (2014)

### テレビ
- USA High (1997)
- バンド・オブ・ブラザース Band of Brothers (2001)
- Queens Supreme (2003)
- ラスベガス Las Vegas (2008)
- ジ・オファー / ゴッドファーザーに賭けた男 The Offer (2022)
- THE PENGUIN-ザ・ペンギン- THE PENGUIN (2024)

### アニメ映画
- シャーク・テイル Shark Tale（2004）

### ゲーム
- Call of Duty（2003） - ジョン・ジャクソン・スミス兵卒
- Red Faction Guerrilla(2009)